# Ibrahim Sultan ibn Shahruj

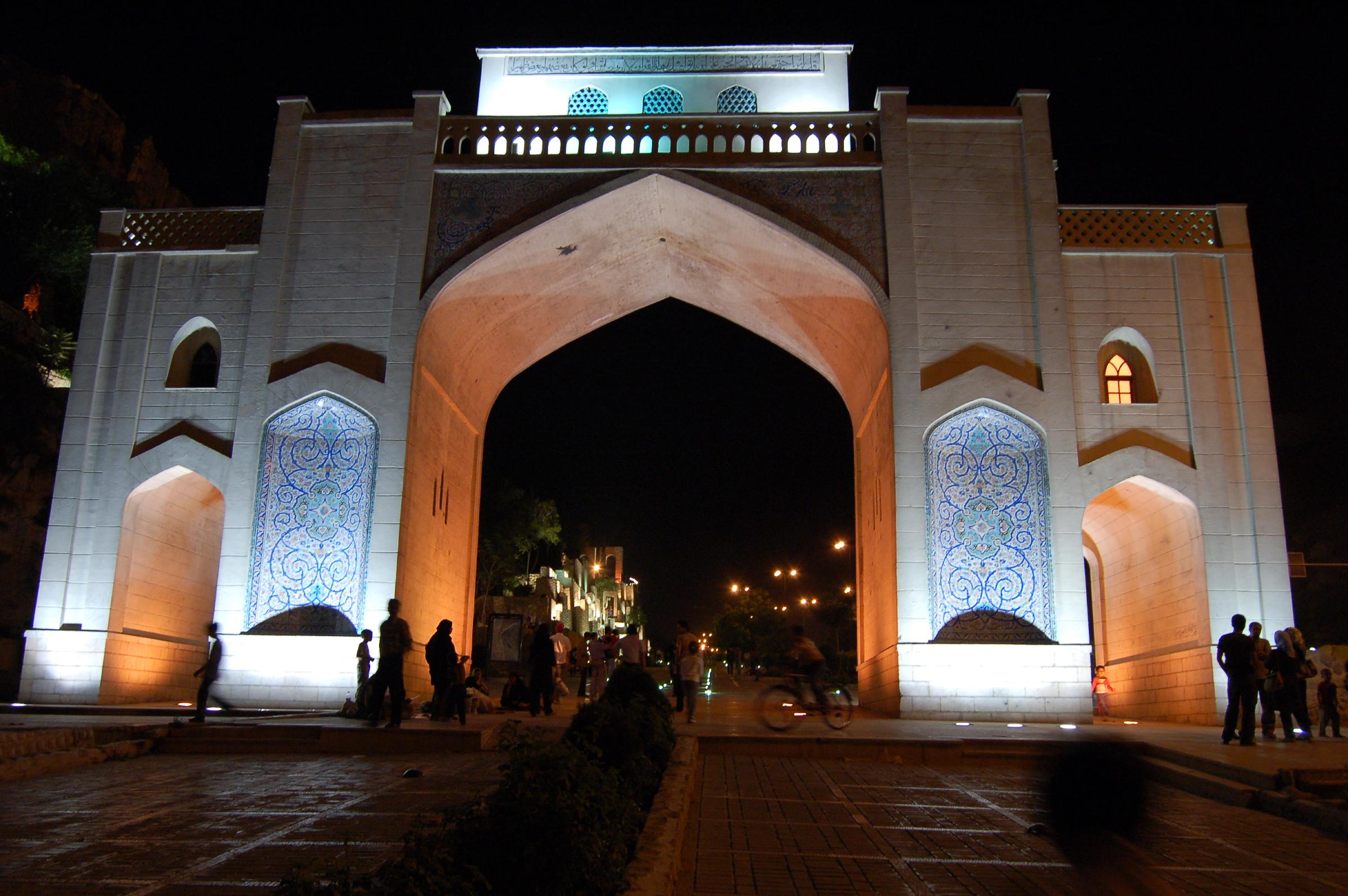
Los Corán manuscritos de Ibrahim Sultan fueron almacenados una vez en una pequeña habitación en la parte superior de esta histórica Puerta del Corán en Shiraz.

Ibrahim Sultan ibn Shahrukh (en persa: ابراهيم سلطان بن شاهرخ‎) fue un príncipe Timurida que gobernó una región alrededor de la moderna Fars desde 1415 hasta 1435 bajo su padre Shahruj. Era nieto del conquistador Timur y murió el 3 de abril de 1435, doce años antes que su padre. Es conocido como un artista y calígrafo, así como el patrón de la biografía de Sharaf ad-Din Ali Yazdi de Timur.
Ibrahim Sultan fue un artista consumado, un calígrafo ávido y un gran coleccionista de libros. Conocido por ser observador en asuntos de religión, personalmente escribió inscripciones piadosas en dos madrasas que fundó en Shiraz y al menos cinco copias del Corán. Sigue habiendo un Corán manuscrito en dos volúmenes escrito por él en escritura Naskh. Cada página de este Corán, terminada en junio de 1427, tiene márgenes profusamente decorados con volutas florales en oro y color. Este Corán en dos partes es un espléndido ejemplo de producción manuscrita a principios del período timúrida. Fueron almacenados en una pequeña habitación en la parte superior de la Puerta del Corán en Shiraz. Se creía que los viajeros que pasaban por debajo de las puertas recibían la bendición del Libro Sagrado cuando comenzaban su viaje desde Shiraz. En 1937, los dos Corán fueron sacados de la puerta y llevados al Museo Pars en Shiraz, donde permanecen hoy. También se dice que Sultan Ibrahim había reparado el Masjid-i Atiq pero que poco después fue nuevamente arruinado por un terremoto.